# Otto Pérez Molina
Otto Fernando Pérez Molina (sinh 01 tháng 12 năm 1950) là một chính trị gia, sĩ quan quân đội đã nghỉ hưu Guatemala, và Tổng thống Guatemala từ năm 2012 đến năm 2015. Là ứng cử viên Đảng Yêu nước (Partido Patriota), ông thất cử tổng thống năm 2007 nhưng chiếm ưu thế trong các tổng thống bầu cử năm 2011. Trong những năm 1990, trước khi vào lĩnh vực chính trị, ông từng là Giám đốc của tình báo quân đội, chánh văn phòng Tổng thống dưới thời Tổng thống Ramiro de León Carpio, và là trưởng đại diện của quân đội tham dự Hiệp định Guatemala. Trong nhiệm kỳ tổng thống của ông, trong số những hoạt động của ông là việc ông kêu gọi gây hợp pháp hoá thuốc phiện gây nhiều tranh cãi.
Ngày 2 tháng 9 năm 2015, ông bị cáo buộc tham nhũng sau khi đã bị Quốc hội Guatemala tước bỏ quyền miễn trừ một ngày trước đó, Pérez đã đệ đơn xin từ chức. Ông bị bắt ngày 03 tháng 9 năm 2015.

## Sự nghiệp quân sự
Pérez là một người tốt nghiệp Học viện Quân sự Quốc gia Guatemala (Escuela Politecnica), Trường châu Mỹ và Trường quốc phòng Liên Mỹ.
Ông đã từng là Giám đốc của Tình báo quân đội Guatamala và là Tổng Thanh tra của quân đội. Năm 1983, ông là một thành viên của nhóm các sĩ quan quân đội người ủng hộ Bộ trưởng Quốc phòng Óscar Mejía tiến hành cuộc đảo chính lật đổ vị tổng thống de facto Efrain Ríos Montt.
Trong khi giữ chức giám đốc tình báo quân đội vào năm 1993 ông đã có công trong việc ép buộc Tổng thống Jorge Serrano ra đi. Tổng thống đã cố gắng một "tự đảo chính" bằng cách giải tán Quốc hội, bổ nhiệm thành viên mới vào Tòa án Tối cao. (Xem khủng hoảng hiến pháp Guatemala năm 1993).
Theo sau sự kiện đó, thanh tra nhân quyền của Guatemala, Ramiro de León Carpio, đã kế tục chức tổng thống, theo hiến pháp. Ông đã bổ Pérez làm chánh văn phòng tổng thống, một vị trí mà ông nắm giữ cho đến năm 1995. Được coi là một nhà lãnh đạo của phe quân đội Guatemala ủng hộ một nghị quyết đàm phán nội chiến Guatemala kéo dài 30 năm, Pérez đại diện quân đội trong đàm phán với lực lượng du kích. Họ đã đạt được Hiệp định Hòa bình năm 1996.
Giữa năm 1998 và 2000, Pérez đại diện Guatemala vào Hội đồng Quốc phòng Liên Mỹ
.